# Gekko kwangsiensis
Tắc kè Quảng Tây (danh pháp khoa học: Gekko kwangsiensis) là một loài tắc kè được phát hiện tại quận Vũ Minh, địa cấp thị Nam Ninh, được công bố trên tạp chí Zootaxa tháng 3 năm 2015.

## Phân bố
Loài này là đặc hữu Quảng Tây, Trung Quốc.